# مايكل لانغ
مايكل لانغ (بالإنجليزية: Michael Lang)‏ هو لاعب جمباز أمريكي، ولد في 3 نوفمبر 1875، وتوفي في 2 مارس 1962 في لوس أنجلوس في الولايات المتحدة.

## وصلات خارجية
- مايكل لانغ على موقع أوليمبيديا (الإنجليزية)